# Space Systems Command
Space Systems Command (SSC) is het ruimteontwikkelings-, acquisitie-, lancerings- en logistieke veldcommando van de United States Space Force. Het hoofdkantoor is gevestigd op Los Angeles Air Force Base in El Segundo, Californië, en beheert de ruimtelanceerbasissen van de Verenigde Staten.
Space Systems Command is de oudste militaire ruimtevaartorganisatie in de strijdkrachten van de Verenigde Staten, voor het eerst opgericht als de Western Development Division (WDD) op 1 april 1954 onder Air Research and Development Command om het ballistische raketprogramma van de United States Air Force te beheren. Het kreeg in 1955 de verantwoordelijkheid voor de ontwikkeling van ruimtevaartuigen en werd in 1957 omgedoopt tot de Air Force Ballistic Missile Division (AFBMD). Als onderdeel van de transformatie van het Air Research and Development Command werden de ruimte- en raketverantwoordelijkheden van de Air Force Ballistic Missile Division gesplitst, waarbij de Space Systems Division (SSD) in 1961 werd opgericht. In 1967 werd de Space Systems Division gereorganiseerd als de Space and Missile Systems Organization (SAMSO), waarbij de Ballistic Systems Division werd geabsorbeerd. In 1979 werd de Space and Missile Systems Organization omgedoopt tot de Space Division en deed afstand van de ontwikkeling van ballistische raketten. In 1989 keerde de Space Division terug naar zijn historische naam Space Systems Division en herwon in 1990 zijn rol bij de ontwikkeling van ballistische raketten.
Met de fusie van Air Force Systems Command en Air Force Logistics Command in 1992 werd de Space Systems Division omgedoopt tot het Space and Missile Systems Center (SMC). In reactie op de aanbevelingen van de Space Commission werd het in 2001 opnieuw toegewezen aan het Air Force Space Command, waar het verbonden bleef door de herbenoeming tot Space Operations Command in oktober 2020. Op 22 april 2021 werd het overgebracht van een eenheid van de U.S. Air Force naar een eenheid van de United States Space Force en werd het opnieuw toegewezen van het Space Operations Command naar het hoofdkwartier van de United States Space Force. Op 13 augustus 2021 werd het Space and Missile Systems Center omgedoopt tot Space Systems Command en werd het een volwaardig veldcommando van de US Space Force.